# 297P/Beshore
297P/Beshore, komet Enckeove vrste